# Émile Vacher
Émile „Mimile“ Vacher (* 7. Mai 1883 in Tours; † 8. April 1969 in Paris) war ein französischer Akkordeonist; er gilt als einer der Schöpfer des Genres Musette.

## Leben und Wirken
Vacher, dessen Adoptivvater Trommler war, begann im Alter von zehn Jahren Akkordeon zu spielen. Seit 1898 spielte er im Duo mit seinem Adoptivvater bei vielen Bällen Tanzmusik. Ab 1910 betrieb die Familie ein eigenes Ballhaus, wo er auftrat und seinen Stil entwickelte, der stark durch den Javatanz beeinflusst wurde.

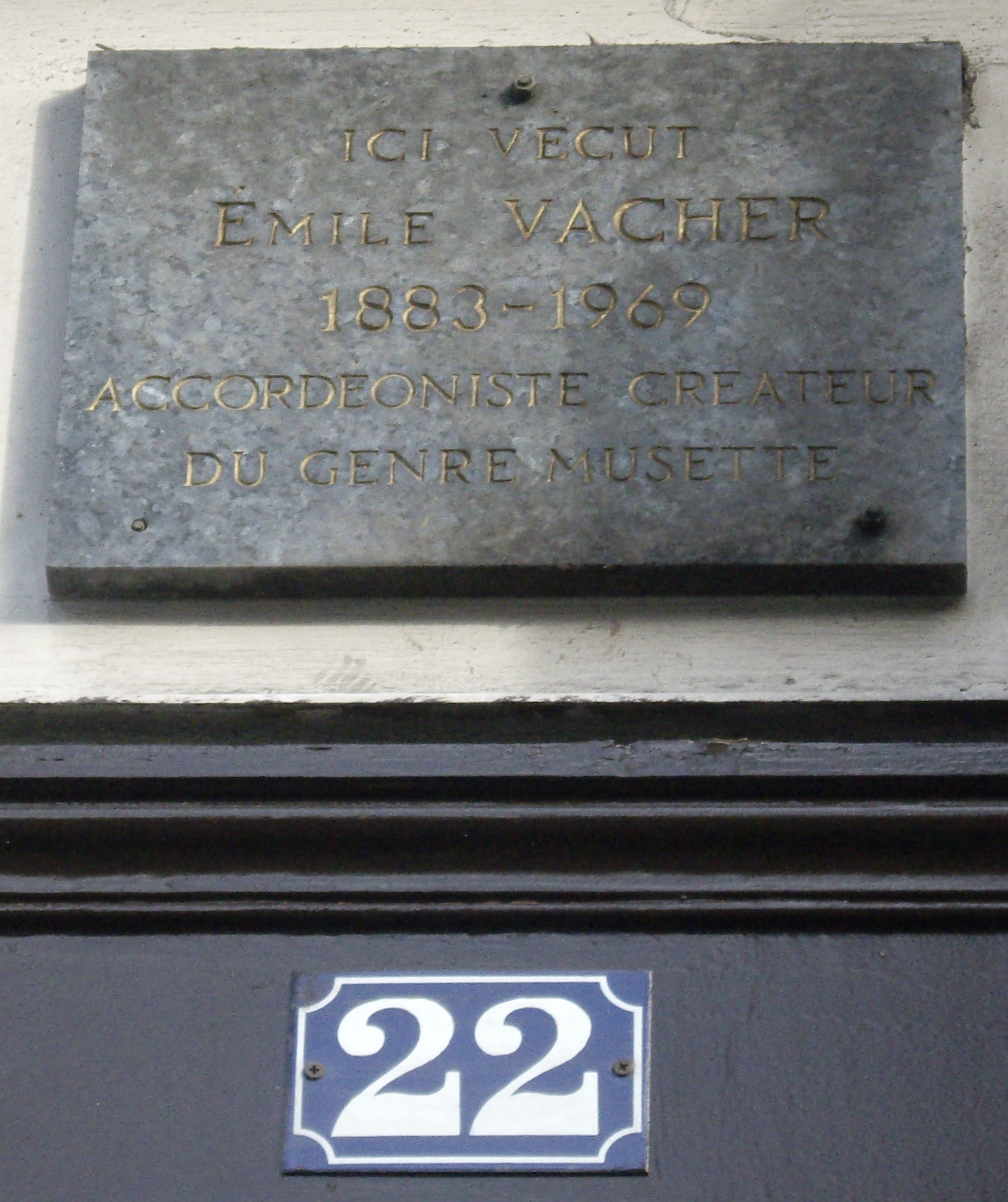
Gedenkinschrift am Haus Boulevard Saint-Denis 22 (10. Arrondissement), Paris

Vacher spielte regelmäßig für den Rundfunk und nahm eine große Anzahl von Schallplatten auf, die sich teilweise sehr gut verkauften. In den 1920er Jahren lernte er den Pianisten Jean Peyronnin kennen, mit dem er lange zusammenarbeitete und Stücke wie Reine de Musette, Brise napolitaine, Bourrasque, Défilé des accordéonistes und Les Triolets entwickelte. Er wurde ein Akkordeonstar und tourte durch Frankreich und Europa. Zu seiner Band gehörten auch Banjospieler wie Mattéo Garcia oder Gusti Malha.

## Diskographische Hinweise
- Créateur du genre Musette (Silex Records 1991)

Schellackplatten
- Sphinx / Rêve de fleurs, Odeón 165.337
- Sous les toits de paris / Rêve d’amour, Odéon 238.101
- Nous deux / Un baiser, Odéon 238.163
- Albert / Meunier tu dors, Odéon 165.796
- J’ai ma combine / C’est Rosalie, Odéon 238.291
- On me suit / La java de Doudoune, Odéon 165.311
- Julie… c’est Julie / Tout ça c’est pour Vous, Odéon 165.312
- Aubade Charmeuse / Triplepatte, Odéon 165.373